# Quinta da Bacalhoa
A Quinta da Bacalhoa é uma antiga propriedade da Casa Real Portuguesa. A quinta com o famoso Palácio da Bacalhoa — também conhecido como Palácio dos Albuquerques — situa-se na freguesia de Azeitão, município de Setúbal, mais precisamente na pequena aldeia de Vila Fresca de Azeitão.
O Palácio e a Quinta da Bacalhoa estão classificados como Monumento Nacional desde 1910, com alteração da designação em 1996.
É considerada a mais formosa quinta da primeira metade do século XVI, ainda existente em Portugal.[carece de fontes?]

## História
No século XV pertenceu, como quinta de recreio, a João, Infante de Portugal, filho do rei D. João I. Herdou-a sua filha D. Brites, casada com o segundo Duque de Viseu e mãe do Rei D. Manuel I. Ainda existentes os edifícios, os muros com torreões de cúpulas aos gomos e também o grande tanque foram beneficiações mandadas construir por D. Brites.
Esta quinta viria a ser vendida em 1528 a Brás de Albuquerque, filho primogénito de Afonso de Albuquerque. O novo proprietário, além de ter enriquecido as construções com belos azulejos, mandou construir uma harmoniosa «casa de prazer», junto ao tanque, e dois robustos pavilhões, juntos aos muros laterais. Nos finais do século XVI, esta quinta fazia parte de morgadio pertencente a D. Jerónimo Teles Barreto — descendente de Afonso de Albuquerque. Este morgadio — em que estava incluída a Quinta da Bacalhoa — viria a ser herdado por sua irmã, D. Maria Mendonça de Albuquerque, casada com D. Jerónimo Manuel — da Casa da Atalaia — conhecido pela alcunha de «Bacalhau».
É muito provável que o nome de «Bacalhoa», pelo qual veio a ficar conhecida a antiga Quinta de Vila Fresca, em Azeitão, tenha tido origem no facto de a mulher de D. Jerónimo Manuel também ser designada da mesma forma sarcástica. Esta quinta ficou consagrada entre os tesouros artísticos de Portugal.
Após uma grande disputa judicial entre os descendentes, o morgado ficou para D. José Francisco da Costa de Sousa e Albuquerque (1740-1802), armeiro mor do Reino e armador mor do Rei, casado com Maria José de Sousa de Macedo, 2.ª viscondessa de Mesquitella, 5.ª baronesa de Mullingar (Reino Unido). O Morgado ficaria na família Mesquitella (posteriormente condes de Mesquitella e duques de Albuquerque), assim como os títulos palatinos de armeiro mor e armador mor do Reino e do Rei, até princípios do século XX.
Tendo, naturalmente, sofrido algumas modificações, no decurso dos seus cinco séculos de existência, conserva ainda as abóbadas ogivais dos seus tempos mais remotos, o palácio com janelas ao estilo renascentista, os cubelos representativos da Via Sacra e elementos cerâmicos decorativos, do século XVI. Nos azulejos encontra-se a data de 1565 e a assinatura do ceramista Francisco de Matos. Medalhões de faiança de origem flamenga emolduram bustos de significação histórica.
Em 1936, o Palácio da Bacalhoa foi comprado e restaurado por uma norte-americana, Orlena Scoville, cujo neto se incumbiu da missão de tornar a quinta num dos maiores produtores de vinho de Portugal. Mais tarde o Palácio e a Quinta da Bacalhôa pertenceu a José Antonio Borges.
Actualmente a Quinta da Bacalhoa pertence à Fundação Berardo, liderada pela família Berardo, a nona mais rica de Portugal, cujo patriarca é o madeirense Joe Berardo.